# عدم انتهاك ابطال الفوائد
مطالبات عدم انتهاك ابطال الفوائد (NVNB) هي نوع من تسوية المنازعات في منظمة التجارة العالمية الناشئة بموجب اتفاقيات التجارة المتعددة الأطراف والثنائية لمنظمة التجارة العالمية.  ادعاءات عدم انتهاك ابطال الفوائد مثيرة للجدل حيث يُنظر إليها على نطاق واسع لتعزيز الرذائل الاجتماعية لعدم القدرة على التنبؤ وعدم اليقين في قانون التجارة الدولي. وصف معلقون آخرون مطالبات عدم انتهاك ابطال الفوائد على أنها تدخل في سياسة المنافسة للشركات في تفاهم تسوية المنازعات لمنظمة التجارة العالمية (DSU).

## موقع مطالبات NVNB
عدم انتهاك المطالبات المتعلقة بالاستحقاقات يشير مباشره إلى المادة 26 من اتفاقية تسوية المنازعات الخاصة بمنظمة التجارة العالمية، والمادة 23 من الاتفاقية العامة بشأن التعريفات الجمركية والتجارة 1994 (GATT 1994)، المادة الثالثة والعشرون من الاتفاقية العامة للتجارة في الخدمات (GATS) والمادة 64 من الاتفاقية بشأن جوانب حقوق الملكية الفكرية المتعلقة بالتجارة (TRIPS).</br> في علم القانونGATT، يبدو أن شكاوى إلغاء الاستحقاقات دون انتهاك قد صممت في الأصل لمواجهة قدرة البلدان على تجنب الالتزامات البسيطة نسبيًا والتنازلات الجمركية المحددة في الاتفاقات التجارية متعددة الأطراف، من خلال وضع ترتيبات تنظيمية محلية غامضة.
توجد أيضًا أحكام مطالبات إلغاء الاستحقاقات دون انتهاك في العديد من اتفاقيات التجارة الثنائية. في اتفاقية التجارة الحرة بين أستراليا والولايات المتحدة (AUSFTA)، تنص المادة 21.2 (ج) على مطالبة عدم انتهاك ابطال الفوائد:
باستثناء ما هو منصوص عليه في هذه الاتفاقية أو كما يتفق الطرفان على خلاف ذلك، تسري أحكام تسوية المنازعات الواردة في هذا القسم فيما يتعلق بتجنب أو تسوية جميع الخلافات بين الأطراف فيما يتعلق بتفسير أو تطبيق هذه الاتفاقية أو في أي مكان يرى أحد الطرفين ذلك:
(أ) مقياس للطرف الآخر لا يتوافق مع التزاماته بموجب هذه الاتفاقية (ب) فشل الطرف الآخر في تنفيذ التزاماته بموجب هذه الاتفاقية، أو
(ج) فائدة كان من الممكن أن يتوقعها الطرف بشكل معقول  إليها بموجب الفصل الثاني (المعاملة الوطنية والوصول إلى الأسواق للسلع [بما في ذلك الملحق 20 الخاص بالمستحضرات الصيدلانية]).  ثلاثة (الزراعة)، خمسة (قواعد المنشأ)، عشرة (التجارة عبر الحدود في الخدمات)، خمسة عشر (المشتريات الحكومية) أو سبعة عشر (حقوق الملكية الفكرية) يتم إبطالها أو إضعافها نتيجة لتدبير لا يتعارض مع  هذه الاتفاقية.
جادل الأكاديمي الأسترالي توماس ألريد فاونس بأنه من خلال تطبيق الملحق 2C صراحة على المستحضرات الصيدلانية، فإن مطالبة عدم انتهاك ابطال الفوائد الواردة في المادة 21.2(c) من AUSFTA قد تكون مسؤولة عن الضغط من قبل مفاوضي الولايات المتحدة حول الغموض البناء لمكافأة الابتكار (من خلال مجموعة عمل الأدوية المنشأة بموجب المادة 2C من AUSFTA) التي أثرت على التغييرات التشريعية الأسترالية التي تؤثر على التسعير المرجعي بموجب مخطط الفوائد الصيدلانية. ويؤكد أن مثل هذا الضغط من مطالبات عدم انتهاك ابطال الفوائد من المرجح أن ينشأ من الضغط «خلف الأبواب» باستخدام تهديدات الانتقام المتبادل (التهديد بنزاع تجاري في منطقة تجارية واحدة للحصول على نتيجة في قطاع مختلف) إذا كانت السياسة المحلية المخطط لها أو القائمة يُنظر إليه على أنه يخرق «روح» اتفاقية التجارة الثنائية ذات الصلة. قد لا يتم البدء في إجراءات تسوية النزاع الرسمية أبدًا أو يكون النية لبدءها إذا كان هذا الضغط مقنعًا. إذا كانت هذه الفرضية صحيحة، فإنها تمثل مثالًا مزعجًا للسيطرة التنظيمية ولها آثار مقلقة على السيادة الديمقراطية. لكن الحكومة الأسترالية تنفي بشدة مثل هذه المزاعم.

## تشغيل مطالبات عدم انتهاك ابطال الفوائد
بموجب أحكام عدم انتهاك ابطال الفوائد هذه، قد يتم استدعاء مجموعة كاملة من آليات حل النزاعات سواء تم ادعاء انتهاك أي حكم معين أو إثباته أم لا. الشرط المسبق هو أن «المنفعة» «المتوقعة بشكل معقول» المتأتية بموجب اتفاقية التجارة ذات الصلة، قد «تم إبطالها أو إضعافها» من خلال «إجراء» يطبقه أحد أعضاء منظمة التجارة العالمية. يمكن القول إن خمسة عناصر أساسية لمطالبة عدم انتهاك ابطال الفوائد تم تحديدها بواسطة لجان حل النزاعات. أنه تم تطبيق «تدبير» من قبل طرف بعد دخول الاتفاقية التجارية ذات الصلة حيز التنفيذ. أن «المنفعة» كانت متوقعة بشكل معقول من قبل الطرف الآخر حيث يتم التفاوض عليها مقابل اتفاق نصي ما. أنه نتيجة لتطبيق المقياس «تم إبطال أو إضعاف» المنفعة. أن الإلغاء أو التعطيل كان مخالفًا للتوقعات المشروعة أو المعقولة لمقدم الشكوى في وقت المفاوضات. أن مثل هذه الادعاءات لن تستخدم إلا في حالات نادرة للغاية (على سبيل المثال ثبت سوء النية أثناء المفاوضات)، نظرًا لقدرتها على الإخلال باليقين في نظام التجارة الدولي. 

## الجدل حول مطالبات عدم انتهاك ابطال الفوائد
تتطلب المادة 3.2 من تفاهم تسوية المنازعات DSU الخاصة بمنظمة التجارة العالمية قيام اللجان بتوضيح الأحكام الحالية للاتفاقيات وفقًا للقواعد العرفية لتفسير القانون الدولي العام. يؤدي هذا إلى النظر في كيفية تفاعل مبدأ عدم انتهاك ابطال الفوائد مع المادة 26 من اتفاقية فيينا لقانون المعاهدات، بما في ذلك مبدأ العقد شريعة المتعاقدين: «كل معاهدة سارية ملزمة للأطراف فيها ويجب أن تنفذ من قبلهم في حسن النية». يبدو أن ادعاءات عدم انتهاك ابطال الفوائد تقوض هذا المبدأ الأساسي للقانون الدولي من خلال إعادة التفسير اللاحقة بناءً على «روح» الاتفاقية. 
جادلت كل من الولايات المتحدة والمجموعة الاقتصادية الأوروبية أمام لجنة GATT 1994 بأن اللجوء إلى مطالبات عدم انتهاك ابطال الفوائد يجب أن يظل «استثنائيًا» أو أن عالم التجارة سوف ينغمس في حالة من عدم الاستقرار وعدم اليقين. على الرغم من ذلك، فقد أدخلت الولايات المتحدة مطالبات عدم انتهاك ابطال الفوائد في العديد من الاتفاقيات التجارية الثنائية.
اتفقت هيئة الاستئناف في منظمة التجارة العالمية EC - قضية الأسبستوس مع الهيئة في قضية اليابان لمنظمة التجارة العالمية - فيلم ،  مشيرة إلى أن معالجة عدم الانتهاك لإلغاء الانتهاك أو إضعافه في المادة 23: 1 (ب) من اتفاقية الجات: «ينبغي التعامل معها الحذر والتعامل معها كمفهوم استثنائي». سبب هذا الحذر واضح ومباشر. يتفاوض الأعضاء حول القواعد التي يوافقون على اتباعها ويتوقعون بشكل استثنائي فقط الطعن في الإجراءات التي لا تتعارض مع تلك القواعد.
صرحت حكومات كندا والجمهورية التشيكية والجماعات الأوروبية والمجر وتركيا في منظمة التجارة العالمية أن «عدم اليقين بشأن تطبيق شكاوى عدم الانتهاك هذه يحتاج إلى حل لتقليل احتمالية التفسير غير المقصود.» 
ينشأ الجدل المعاصر حول مطالبات وإجراءات عدم انتهاك ابطال الفوائد في جزء كبير منه من إمكانية السماح لعضو منظمة التجارة العالمية بتهديد نزاع تجاري إذا لم يتم تغيير مجموعة واسعة وغير محددة إلى حد كبير من المكونات التنظيمية المحلية، أو تنظيم تعويض. قد تسهل عملية تسوية المنازعات في منظمة التجارة العالمية التي تنطوي على "تلاعب" دبلوماسي متعمد بقواعد "التجارة"، و "كسر الهدنات النصية المتوازنة بدقة وتفسيرات لجان النزاع التي تعتبر بمثابة عمل تفاوض مستمر أكثر من التحليل القضائي.

## وقف منظمة التجارة العالمية على مطالبات عدم انتهاك ابطال الفوائد
في اجتماع منظمة التجارة العالمية في هونغ كونغ في ديسمبر 2005، ضغط وفد الولايات المتحدة بقوة وراء الكواليس من أجل الامتيازات التجارية مقابل موافقته على وقف استخدام أحكام عدم انتهاك ابطال الفوائد بموجب اتفاق TRIPS. ترك الإعلان الوزاري الناتج موقف مطالبات عدم انتهاك ابطال الفوائد بموجب اتفاق TRIPS غير مؤكد للغاية.
45 - نحيط علما بالعمل الذي أنجزه المجلس المعني بجوانب حقوق الملكية الفكرية المتصلة بالتجارة عملا بالفقرة 11.1 من قرار الدوحة بشأن القضايا والشواغل المتعلقة بالتنفيذ والفقرة 1. ح من القرار الذي اتخذه المجلس العام بشأن  1 آب / أغسطس 2004، وتوجيهها لمواصلة فحص نطاق وطرائق الشكاوى من الأنواع المنصوص عليها في الفقرتين الفرعيتين 1 (ب) و 1 (ج) من المادة 23 من اتفاقية الجات 1994 وتقديم توصيات إلى دورتنا المقبلة.  ومن المتفق عليه أنه، في غضون ذلك، لن يقوم الأعضاء برفع مثل هذه الشكاوى بموجب اتفاق TRIPS.
- المؤتمر الوزاري لمنظمة التجارة العالمية الدورة السادسة هونغ كونغ،

## تحديد مطالبات عدم انتهاك ابطال الفوائد في لوحات حل نزاعات القانون التجاري
تتمثل إحدى طرق تقييد مطالبات عدم انتهاك ابطال الفوائد بحيث تتوافق مع الالتزام بالتصرف بحسن نية ومع القواعد الأخرى لتفسير المعاهدات بموجب المادتين 31 و 32 من اتفاقية فيينا لقانون المعاهدات في تقييد عملها على ضمان `` الشفافية والانفتاح في عملية التفاوض. نتيجة لذلك، في نزاعات عدم انتهاك ابطال الفوائد، يكون التحقيق الذي يتعين إجراؤه بواسطة لجنة تسوية المنازعات هو ما إذا كان الطرف المشتكي قد ارتكب خطأ أثناء المفاوضات من قبل الطرف الآخر في المعاهدة حول حقيقة أو موقف، لم يكن من الممكن توقعه بشكل معقول. 